# Октябрська селищна рада
Октя́брська се́лищна ра́да — адміністративно-територіальна одиниця та орган місцевого самоврядування у Красногвардійському районі Автономної Республіки Крим. Адміністративний центр — селище міського типу Октябрське.

## Загальні відомості
- Населення ради: 11 489 осіб (станом на 1 січня 2011 року)

## Населені пункти
Селищній раді підпорядковані населені пункти:
- смт Октябрське

## Склад ради
Рада складається з 30 депутатів та голови.
- Голова ради: Грабован Василь Іванович
- Секретар ради: Дубровіна Наталя Іванівна

### Керівний склад попередніх скликань
| Прізвище, ім'я, по батькові | Основні відомості                                                | Дата обрання | Дата звільнення |
| --------------------------- | ---------------------------------------------------------------- | ------------ | --------------- |
| Дрига Володимир Васильович  | Селищний голова, 1950 року народження, член Партії «Союз»        | 26.03.2006   | 31.10.2010      |
| Грабован Василь Іванович    | Селищний голова, 1965 року народження, освіта вища, безпартійний | 31.10.2010   |                 |

Примітка: таблиця складена за даними сайту Верховної Ради України

### Депутати
За результатами місцевих виборів 2010 року депутатами ради стали:

#### За суб'єктами висування
| Суб'єкт висування | Кількість обраних депутатів | %   |
| ----------------- | --------------------------- | --- |
| Самовисування     | 30                          | 100 |

#### За округами
| № округу | Прізвище, ім'я, по батькові     | Дата визнання обраним | Освіта             | Партійна приналежність                  | Відомості про обраного депутата                      |
| -------- | ------------------------------- | --------------------- | ------------------ | --------------------------------------- | ---------------------------------------------------- |
| 1        | Путрова Аліме Муратівна         | 02.11.2010            | середня спеціальна | позапартійна                            | пенсіонер                                            |
| 2        | Зелениця Ярослав Васильович     | 02.11.2010            | вища               | позапартійний                           | приватний підприємець                                |
| 3        | Ібраімов Енвер Тамінович        | 02.11.2010            | середня спеціальна | позапартійний                           | ВАТ «Крименерго», майстер                            |
| 4        | Асанов Ебазер Тамінович         | 02.11.2010            | вища               | позапартійний                           | пенсіонер                                            |
| 5        | Тьомний Валерій Іванович        | 02.11.2010            | вища               | член Партії регіонів                    | приватний підприємець                                |
| 6        | Дубровіна Наталя Іванівна       | 02.11.2010            | середня спеціальна | член Партії регіонів                    | Октябрської селищної ради, секретар                  |
| 7        | Таковий Іван Юрійович           | 02.11.2010            | середня            | член Партії регіонів                    | тимчасово не працює                                  |
| 8        | Меметов Мамут Елямійвич         | 02.11.2010            | вища               | позапартійний                           | ВП «Кримліс», в. о. директора                        |
| 9        | Омерова Дляра Ганіівна          | 02.11.2010            | вища               | позапартійна                            | тимчасово не працює                                  |
| 10       | Джеппаров Рустем Акімович       | 02.11.2010            | вища               | позапартійний                           | пенсіонер                                            |
| 11       | Плакса Валерій Петрович         | 02.11.2010            | вища               | член Партії регіонів                    | бюро технічної інвентарізації, м. Джанкой, фахівець  |
| 12       | Малахов Микола Олександровіч    | 02.11.2010            | вища               | позапартійний                           | Кримський медичний заклад, інженер                   |
| 13       | Яроменко Сергій Павлович        | 02.11.2010            | середня            | позапартійний                           | пенсіонер                                            |
| 14       | Ковригін Микола Петрович        | 02.11.2010            | середня спеціальна | позапартійний                           | пенсіонер                                            |
| 15       | Ібрагімов Раім Емінович         | 02.11.2010            | середня            | позапартійний                           | тимчасово не працює                                  |
| 16       | Карпова Альона Олегівна         | 02.11.2010            | вища               | член Політичної партії «Руська Єдність» | Октябрська селищна рада, юрист                       |
| 17       | Бакаев Володимир Миколайович    | 02.11.2010            | середня            | член Партії регіонів                    | Красногвардійський НСЦ, директор                     |
| 18       | Даніленко Наталія Іванівна      | 02.11.2010            | середня            | позапартійна                            | приватний підприємець                                |
| 19       | Голубєва Людмила Федорівна      | 02.11.2010            | вища               | позапартійна                            | Октябрська селищна рада, діловод                     |
| 20       | Аппазова Зекіє Февзіівна        | 02.11.2010            | вища               | позапартійна                            | Октябрська соціальна допомога, завідувачка           |
| 21       | Кушнєр Людмила Михайлівна       | 02.11.2010            | вища               | позапартійна                            | Октябрська селищна рада, бухгалтер                   |
| 22       | Рижова Ніна Михайлівна          | 02.11.2010            | середня спеціальна | член Партії регіонів                    | тимчасово не працює                                  |
| 23       | Ратковський Віталій Миколайович | 02.10.2011            | вища               | член Партії регіонів                    | Октябрське житлово-комунальне господарство, керівник |
| 24       | Козлова Наталія Іванівна        | 02.11.2010            | вища               | член Партії регіонів                    | приватний підприємець                                |
| 25       | Місюрка Володимир Сергійович    | 02.11.2010            | середня            | член Партії регіонів                    | Октябрський РЕМ, інженер з транспорту                |
| 26       | Барінова Людмила Сергіївна      | 02.11.2010            | середня            | член Партії регіонів                    | «Військторг сервіс», директор                        |
| 27       | Биков Сергій Федорович          | 02.11.2010            | вища               | член Партії регіонів                    | ЧП «Домоуправління», директор                        |
| 28       | Переверзева Людмила Анатолівна  | 02.11.2010            | вища               | позапартійна                            | Красногвардійська селищна рада, спеціаліст           |
| 29       | Лутченко Людмила Миколаївна     | 02.11.2010            | вища               | член Партії регіонів                    | Октябрська середня школа № 1, вчитель                |
| 30       | Гірнік Ірина Олексіївна         | 02.11.2010            | середня            | позапартійна                            | пенсіонер                                            |